# 米雪
米雪（英語：Catherina / Michelle Yim Wai Ling；1955年9月2日—），本名嚴慧玲，祖籍廣東東莞，香港女演員，現為英皇電影旗下藝人，曾為無綫電視女藝員。英文名「Michelle」取自其藝名米雪。她是曹達華的乾女兒，有三位妹妹，其中雪梨（本名嚴慧明）亦為香港藝人。2008年在《2008年萬千星輝頒獎典禮》憑着《溏心風暴之家好月圓》中飾演為人自私自利，心機算盡的「殷紅」一角奪得「最佳女主角」。2010年，憑該劇更奪得《亞洲電視大獎頒獎禮2009》的「最佳女主角」，幾十年來，她一直是著名的電視女演員。

## 背景

### 早年經歷
米雪原名為「嚴慧玲」，她自小在九龍旺角碧街居住，家有九兄弟姊妹（三兄），自己排行第四。父親是一名商人。她的藝名「米雪」由導演羅馬（羅秋湖）改的。當時因為沒有多少藝人會用真名入行，所以羅馬給了她三個藝名選擇，其中兩個為「米蘭」和「米雪」（後再改洋名為「Michelle」以配合電影海報宣傳）。她曾就讀一所旺角區小學，1961年轉至聖公會諸聖小學入讀下午校小二年級（與其排行第三的胞兄是同班同學）和聖羅撒書院（1967年原獲派入讀佛教黃鳳翎中學）。因尚未中學畢業便加入娛樂圈，為了進修英語，她便到九龍靜宜女子中學夜校學習，其時前副廣播處長吳錫輝為其老師。

### 入行經過及發展
早於1969年，米雪母親從報紙中看到邵氏影視藝員訓練班的廣告，於是安排喜歡演藝的米雪報名加入接受演員訓練，當時的同學計有李修賢、林建明、傅聲等人。受訓期間米雪曾以學員身份參演一些電影，但因要時常追上學業家課，母親怕她追不上但仍讓她完成整個受訓課程。米雪於1974年畢業於邵氏「演員訓練中心」第四期訓練班，在電影界打滾了多年後，於1975年應邀加入當年成立、當時是香港第三家中文電視台的佳藝電視，進軍電視界。她於1976年主演了佳視改編了首部金庸武俠小說的同名電視劇《射雕英雄傳》。她在劇中飾演黃蓉，米雪遂為電視史上第一位飾演黃蓉的演員，該劇也是佳藝電視第一部達到一百萬觀眾收視的電視劇，米雪因而聲名鵲起，席捲東南亞。
1978年佳視因財政困難倒閉，米雪其後成為麗的電視（亞洲電視前身）合約藝員。當時流行古裝劇，米雪的演出多以古裝為主，包括《大內群英》、《大地恩情》三部曲的「古都驚雷」、《太極張三豐》、《武俠帝女花》、《大俠霍元甲》等。當時麗的電視在收視上早就不如無綫電視，米雪的人氣並沒受多大影響。像1982年她就獲得羅文邀請，參與舞台劇《白蛇傳》夥拍汪明荃演出「小青」一角。這是她與汪明荃最早期的合作。
一直至八十年代麗的電視轉身成亞洲電視，米雪仍然留在亞視演出，是亞視的「一姐」。1985年主演的《萍蹤俠影錄》，她與劉松仁之演出。在亞視長期處於收視弱勢中，米雪以其人氣，已儼如是亞視的標誌之一。九十年代隨著亞視因長期虧損大減劇集製作，服務多年之米雪決定於1993年轉投無綫電視。當時她已隨家人移民加拿大，只是集中演出處境喜劇《開心華之里》年多，共三百多集。除此以外她只參與一些客串性演出，包括亞視一些為數不多的自製劇集。
近年米雪一直在以「自由身」形式拍攝無綫電視劇集，間中仍會參與舞台劇和港產片演出，她於無綫的持續演出獲無綫肯定。在2008年憑《溏心風暴之家好月圓》榮獲《2008年萬千星輝頒獎典禮》的「最佳女主角」獎；2010年，更憑該劇奪得在新加坡舉行的《亞洲電視大獎頒獎禮2009》的「最佳女主角」，即為代表香港的第一位「亞洲視后」，第二位則為佘詩曼。自她重返無綫電視，除了視后之作《溏心風暴之家好月圓》，米雪也主演多部人氣劇集，包括《秀才遇著兵》的金英、《溏心風暴》中的凌莉（莉姨）、《五味人生》的汪若嵐、《女人最痛》的汪海鯨（Cash太、Noble姐）等。
2012年代替張可頤出演台慶劇《大太監》，再次飾葉赫那拉·蘭兒（慈禧太后）一角，亦憑此劇入圍萬千星輝頒獎典禮2012「最佳女主角」及「我最喜愛的電視女角色」最後五強。
米雪曾於2011年2月27日遭詐騙公司「SolazymePE」利用，出席該詐騙公司的發佈會。於2011年7月10日被蘋果日報刊登。2012年6月，她加盟英皇電影，2015年在泰國為白蘭氏拍攝廣告及在9月21日出席泰旅局在曼谷的宣傳活動，2017年3月則在杭州為香港興業的一個樓盤擔任開幕嘉賓。2017年11月，她接受訪問時直言自己是一道門，任何人有需要都可以向她叩門，不少人曾經進入她的「愛心之門」得到幫助，可是她認為自己收穫更大，自言是最佳調解員。亦表示出演的舞台劇《晚安，媽媽》，最近獲邀到大陸七個城市巡迴演出，這套劇兩年前公演，現在重演對她來說是另一個新挑戰，而當初接拍除了想考自己的演技，最大原因是希望能幫助有情緒病的人，看這套劇對他們有正面影響。

### 馬主生涯
米雪自2005-2006馬季開始在香港賽馬會成為馬主，曾先後擁有名下賽駒「晨曦映雪」（與尹志強合夥）、「蟲草之星」、「蟲草之凰」（與苗僑偉以「御精英團體」名義擁有）、「蟲草成名」。

### 感情生活
早在九十年代初患上鼻咽癌的男友尹志強多年來病情反覆，2010年2月16日早上7時半左右他於落馬洲寓所昏迷，送往威爾斯親王醫院搶救，延至早上8時45分不治，終年53歲。

## 參演作品

### 電視劇 （佳藝電視）
| 首播       | 劇名           | 角色   |
| 1975年     | 樓上樓下       | 李潔妙 |
| 1976年     | 隋唐風雲       | 李昭   |
| 1976年     | 射雕英雄傳     | 黃蓉   |
| 1976年     | 神鵰俠侶       | 黃蓉   |
| 1976年     | 廣東好漢       | 嚴詠春 |
| 1976年     | 雌雄金剛之盲禍 |        |
| 1977年     | 細魚食大魚     | 紅辣椒 |
| 1977年     | 武林外史       | 朱七七 |
| 1977年     | 義薄雲天       | 蔡惠君 |
| 1977年     | 紅樓夢         | 薛寶钗 |
| 1978年     | 雪山飛狐       | 袁紫衣 |
| 1978年     | 名流情史       | 樊琳黛 |
| 未拍攝完畢 | 風雷第一刀     | 馬芳鈴 |

### 電視劇 （無綫電視）
| 首播   | 劇名                 | 角色                        |
| 1979年 | 絕代雙驕             | 蘇 櫻                       |
| 1982年 | 香港八二 第111集     | 懋叔表外甥女阿鳳            |
| 1982年 | 蘇乞兒               | 蕭 玲                       |
| 1988年 | 少林與詠春           | 嚴詠春                      |
| 1993年 | 開心華之里           | 程如珠                      |
| 1995年 | 萬里長情             | 袁秀蘭                      |
| 1995年 | 包青天之忘情酒坊     | 杜十三                      |
| 2001年 | 美麗人生             | 陳 嬌                       |
| 2001年 | 倚天屠龍記           | 殷素素                      |
| 2005年 | 學警雄心             | 陳燕婷（Ivy）               |
| 2005年 | 秀才遇著兵           | 金 英（飛鷹）               |
| 2005年 | 人間蒸發             | 江麗萍                      |
| 2007年 | 突圍行動             | 宋金枝                      |
| 2007年 | 溏心風暴             | 凌 莉                       |
| 2007年 | 學警出更             | 陳燕婷（Ivy）（特別演出）   |
| 2007年 | 廉政行動2007之空卡   | 李月娟                      |
| 2008年 | 溏心風暴之家好月圓   | 殷 紅                       |
| 2009年 | 宮心計               | 鍾雪霞                      |
| 2010年 | 五味人生             | 汪若嵐                      |
| 2010年 | 女人最痛             | 汪海鯨（Noble姐）           |
| 2010年 | 依家有喜             | 齊 荃（Anna）               |
| 2012年 | 大太監               | 慈禧太后（西太）            |
| 2013年 | 衝上雲霄II           | Manna（特別演出）           |
| 2013年 | 貓屎媽媽             | 馬思雅（Marcia）            |
| 2015年 | 衝線                 | 李慧雲（Vivian）            |
| 2015年 | 華麗轉身             | 明 霞（特別演出）           |
| 2017年 | 親親我好媽           | 于佳妍（Eliz、Grandma）       |
| 2017年 | 心理追兇 Mind Hunter | 廖詠嫦（特別演出第17-22集） |
| 2017年 | 溏心風暴3            | 許余秀慧（Amelia)           |
| 2018年 | 宮心計2深宮計        | 韋 （特別演出第1集）        |
| 2020年 | 法證先鋒IV           | 龍映雪（特別演出第1-4集）   |
| 2020年 | 愛·回家之開心速遞    | 雪姐（特別演出第977集）     |
| 2021年 | 逆天奇案             | 宋彩雪（特別演出第26-27集） |
| 2021年 | 十月初五的月光       | 朱莎嬌（Q姨）               |

### 电视剧 （马来西亚/国营电视台/Astro AEC）
| 首播   | 劇名       | 角色   |
| 2015年 | Raja Pahat | Daeng  |
| 2024年 | 名门       | 颜丽萍 |

### 電視劇 （麗的電視/亞洲電視）
| 首播   | 劇名                     | 角色                     |
| 1980年 | 湖海爭霸錄               | 烈炎炎                   |
| 1980年 | 大内群英                 | 呂四娘                   |
| 1980年 | 大地恩情之古都驚雷       | 施婷婷                   |
| 1980年 | 太極張三豐               | 陶彩衣（金麗妮）／金美妮 |
| 1981年 | 大昏迷                   | 薛寶琪                   |
| 1981年 | 武俠帝女花               | 長平公主                 |
| 1981年 | 大俠霍元甲               | 趙倩男                   |
| 1983年 | 再向虎山行               | 姜文英                   |
| 1983年 | 珠江群龍                 | 潘翠紅                   |
| 1984年 | 四大名捕                 | 艷無憂                   |
| 1985年 | 萍蹤俠影錄               | 雲 蕾                    |
| 1985年 | 諸葛亮                   | 小喬                     |
| 1986年 | 秦始皇                   | 雪瑩                     |
| 1986年 | 柔情點三八               | 程美珍                   |
| 1987年 | 啼笑因緣                 | 沈鳳喜／何麗娜           |
| 1988年 | 迷魂                     | 夏紫筠                   |
| 1988年 | 法網柔情                 | 舒 敏                    |
| 1988年 | 凶靈                     | 方 琪（Maggie）          |
| 1988年 | 十月風暴                 | 盛安琪（Angel）          |
| 1989年 | 皇家儷人                 | 希 樺                    |
| 1989年 | 滿清十三皇朝之血染紫禁城 | 慈禧太后                 |
| 1989年 | 殺手輓歌                 | 白素冰                   |
| 1990年 | 還看今朝                 | 沈雪盈                   |
| 1991年 | 廟街豪情                 | 張惠德                   |
| 1991年 | 本是同根                 | 林淑嫻/程太太            |
| 1992年 | 香港傳奇人物之天之嬌女   | 紅劍女                   |
| 1992年 | 伯虎為卿狂               | 梅蘭仙                   |
| 1992年 | 仙鶴神針                 | 藍翠蝶                   |
| 1995年 | 包青天之滄海月明珠有淚   | 岳明珠                   |
| 1996年 | 千王之王重出江湖         | 岑小津                   |
| 1997年 | 雪花神劍                 | 聶媚娘                   |
| 2004年 | 子是故人來               | 成美眷                   |

### 電視劇 （香港電台電視部）
| 首播   | 劇名               | 角色   |
| 1984年 | 獅子山下之落雨擔遮 | 張淑文 |
| 1984年 | 香江歲月1          | 小艷紅 |
| 1992年 | 性本善之帶菌者     | 秀 芸  |
| 1992年 | 屋簷下之此岸彼岸   | 江太   |
| 1993年 | CYC家族            | 阿 雪  |
| 1997年 | 香江歲月2          | 安 素  |

### 電視劇 （ViuTV）
| 首播   | 劇名       | 角色           |
| 2025年 | 老是常出現 | 朱小蓮（蓮妹） |

### 電視劇 （中國大陸）
| 首播   | 劇名                   | 角色                 |
| 1998年 | 警匪較量珠三角         | 齊月梅               |
| 2008年 | 鎖清秋                 | 殷惜紅               |
| 2009年 | 大丫鬟                 | 梁玉茹               |
| 2010年 | 阿喜                   | 萍 姨                |
| 2011年 | 新萍踪俠影             | 葉盈盈               |
| 2011年 | 深宮諜影               | 皇太后               |
| 2011年 | 民國恩仇錄             | 陳樹琴               |
| 2011年 | 宫锁珠帘               | 薄 雲                |
| 2011年 | 轩辕剑之天之痕         | 女 媧                |
| 2011年 | 一芯一意爱上你         | 南方的母亲           |
| 2012年 | 新白发魔女传           | 凌慕华               |
| 2012年 | 凤凰牡丹               | 趙 姬                |
| 2013年 | 土地公土地婆之計謀算盡 | 白素素               |
| 2014年 | 鹿鼎記                 | 太后                 |
| 2015年 | 金钗谍影               | 皇太贵妃             |
| 2016年 | 寂寞空庭春欲晚         | 太皇太后（孝庄太后） |
| 2020年 | 鬢邊不是海棠紅         | 老福晉               |
| 2020年 | 长相守                 | 連皇后               |
| 待播   | 老去的家               |                      |
| 待播   | 情牵首尔               | 张小芙               |

### 電視劇 （中港）
| 首播   | 劇名     | 角色                   |
| 2000年 | 人間友情 | 凌 楓（1998年5月拍攝） |

### 電視劇 （台灣）
中視
| 首播   | 劇名                         | 角色           |
| 1985年 | 楚留香新傳第一單元：新月傳奇 | 蘇茫茫／蘇蓉蓉 |

台視
| 首播   | 劇名       | 角色           |
| 1985年 | 楓葉盟     | 秦文鳳         |
| 1988年 | 八月桂花香 | 玉格格（蘭軒） |

其他
| 首播   | 劇名     | 角色   |
| 1986年 | 金劍神傳 | 韓如是 |

### 電視劇 （新加坡）
| 首播   | 劇名     | 角色               |
| 1991年 | 一代天驕 | 慕容孤芳／上官虹   |
| 2002年 | 勝券在握 | 梁冰冰             |
| 2005年 | 舞出彩虹 | 程瑞雪（Michelle） |
| 2019年 | 好世谋   | 谢香怡             |

### 電影
| 首映   | 電影名                       | 角色                       |
| 1972年 | 落葉飛刀                     |                            |
| 1972年 | 愛奴                         |                            |
| 1972年 | 十四女英豪                   |                            |
| 1972年 | 四騎士                       |                            |
| 1973年 | 黑人物                       |                            |
| 1973年 | 土匪                         |                            |
| 1973年 | 北地胭脂                     | 秋雯                       |
| 1973年 | 女警察                       |                            |
| 1973年 | 憤怒青年                     |                            |
| 1973年 | 愛的遊戲                     |                            |
| 1973年 | 刺馬                         |                            |
| 1974年 | 鐵証                         |                            |
| 1974年 | 一網打盡                     |                            |
| 1975年 | 烏龍賊阿爸                   |                            |
| 1975年 | 心魔                         |                            |
| 1976年 | 劍霜刃                       | 翠花                       |
| 1977年 | 四二六                       |                            |
| 1977年 | 三十六迷形拳（笑林三十六房） |                            |
| 1977年 | 武師，花旦，大流氓           |                            |
| 1977年 | 金玉良緣紅樓夢               | 薛寶釵                     |
| 1978年 | 黑色家變（撈家撈女撈上撈）   |                            |
| 1978年 | 廣東十虎                     |                            |
| 1978年 | 密十至尊                     |                            |
| 1978年 | 大報復                       |                            |
| 1979年 | 截拳鷹爪功                   |                            |
| 1979年 | 大命小子（大命撈家）         |                            |
| 1979年 | 陸小鳳與西門吹雪             |                            |
| 1979年 | 老鼠拉龜（功夫瑜珈）         |                            |
| 1979年 | 痴鳳傻龍（猛龍福星）         |                            |
| 1979年 | 蝶變                         | 青影子（粤語配音: 何錦華） |
| 1979年 | 懵仔傻妹妙偵探               |                            |
| 1979年 | 玉鳳（泰國電影）             |                            |
| 1979年 | 孖寶闖八關                   |                            |
| 1980年 | 風塵                         |                            |
| 1980年 | 決戰（密樑）（泰國電影）     |                            |
| 1980年 | 爛命一條                     |                            |
| 1980年 | 武師，花旦,大流氓            |                            |
| 1980年 | 地獄無門                     |                            |
| 1981年 | 大力小水手                   |                            |
| 1981年 | 紅粉動江湖                   |                            |
| 1981年 | 阿燦有難                     |                            |
| 1982年 | 狼來了                       |                            |
| 1982年 | 龍虎雙霸（鐵膽雙龍）         |                            |
| 1984年 | 雙龍出海                     |                            |
| 1984年 | 先生貴姓                     |                            |
| 1984年 | 一脫求生                     |                            |
| 2003年 | 龍咁威2003                   | 梁 璇                      |
| 2004年 | 2004新紮師兄                 |                            |
| 2004年 | 當碧咸遇上奧雲               |                            |
| 2005年 | 死亡寫真                     |                            |
| 2005年 | 天地孩兒                     | 阿 倩（龍嫂）              |
| 2007年 | 地獄第19層                   | 大學老師                   |
| 2008年 | 花花型警                     | 麥可民后母                 |
| 2008年 | 烈日當空                     |                            |
| 2010年 | 美好冤家                     | Monica                     |
| 2011年 | 賽車傳奇                     |                            |
| 2014年 | 涩青298-03                   |                            |
| 2014年 | 戲曲小子                     | 莊小姐                     |
| 2015年 | ATM提款機                    | 老人院院長                 |
| 2018年 | 无问西东                     | 沈母                       |
| 2024年 | 飯戲攻心2                    | 阿豬媽                     |
| 2024年 | 海關戰線                     | 甘太太                     |

### 舞臺劇
| 年份   | 劇名                 | 角色   |
| 1982年 | 《白蛇傳》           | 青 蛇  |
| 1990年 | 《美人如玉劍如虹》   | 賀若珊 |
| 1992年 | 《天女散華》         |        |
| 1995年 | 《風流醫生手尾長》   |        |
| 1995年 | 《我和春天有個約會》 | 金露露 |
| 1996年 | 《虎度門》           |        |
| 2001年 | 《梁祝》             |        |
| 2013年 | 《我和春天有個約會》 | 金露露 |
| 2015年 | 《晚安妈妈》         | 媽媽   |
| 2018年 | 《秘密》             |        |

### 粵劇
| 年份   | 劇名         | 角色             |
| 2013年 | 《相如追夢》 | 茂陵公主         |
| 2014年 | 《花海紅樓》 | 秦可卿／警幻仙子 |

### 綜藝節目（無綫電視）
| 年份   | 節目               |
| 2013年 | May姐有請          |
| 2016年 | Do姐有問題         |
| 2016年 | Sunday好戲王       |
| 2017年 | 再親我好媽         |
| 2020年 | 流行經典50年       |
| 2023年 | 阮兆輝演藝70樂今宵 |

## 主持作品

### 綜藝節目（無綫電視）
| 年份   | 節目           |
| 2006年 | 向世界出發     |
| 2008年 | 光影流情       |
| 2010年 | 台北故宮的秘密 |

## 獎項

### 獲獎纪綠
| 年份   | 頒獎 / 機構                       | 獎項                                                | 結果 |
| 1976年 | 香港《华侨晚报》十大明星選舉      | “十大电视明星”                                      | 獲獎 |
| 1977年 | 香港《华侨晚报》十大明星選舉      | “十大电视明星”                                      | 獲獎 |
| 1981年 | 香港《华侨晚报》十大明星選舉      | “十大影劇明星”                                      | 獲獎 |
| 1982年 | 香港《华侨晚报》十大明星選舉      | “十大电视明星”                                      | 獲獎 |
| 1985年 | 香港《华侨晚报》十大明星選舉      | “十大电视明星”                                      | 獲獎 |
| 1988年 | 法国巴黎华语影视节目              | “金狮奖”最佳女主角                                  | 獲獎 |
| 1990年 | 第八届中国《大众电视》            | “金鹰奖”特别奖                                      | 獲獎 |
| 1996年 | 『香港电台与义务工作发展局主办 』 | “十大爱心之星”                                      | 獲獎 |
| 1997年 | 『第十届香港舞台剧奖 』           | “跨演艺媒界杰出表演奖”                              | 獲獎 |
| 2002年 | 『香港TVB指南杂志评选』           | “百名TVB明星排名榜”米雪名列第九位                   | 獲獎 |
| 2007年 | 『壹周刊·壹电视大奖2007 』        | “赞助商奖项之“御药堂不老的传说大奖”                 | 獲獎 |
| 2008年 | 『2008·上海风尚大典』             | “经典影视风尚人物”                                  | 獲獎 |
| 2008年 | 『明报周刊·演艺动力大奖2008 』    | “最突出电视女艺员”                                  | 獲獎 |
| 2008年 | 『壹周刊·健康第壹大奖2008 』      | “十大健康之星”                                      | 獲獎 |
| 2008年 | 『壹周刊·健康第壹大奖2008 』      | “赞助商奖项之“御药健康艺人大奖”                     | 獲獎 |
| 2008年 | 『新加波《i weekly周刊》票选』    | “十大最爱港剧女演员”第六位                          | 獲獎 |
| 2008年 | 『新加波《i weekly周刊》』        | “2008亚洲电视风云人物”。 （上榜的唯一香港电视艺人） | 獲獎 |
| 2008年 | TVB台庆万千星辉颁奖典礼           | 最佳女主角                                          | 獲獎 |
| 2009年 | 『壹周刊·壹电视大奖2009 』        | “十大电视艺人”第五位                                | 獲獎 |
| 2009年 | 『壹周刊·健康第壹大奖2009 』      | “十大健康之星”                                      | 獲獎 |
| 2009年 | 『壹周刊·健康第壹大奖2009 』      | 赞助商奖项之“健康艺人至尊大奖”                      | 獲獎 |
| 2009年 | 『TVB·最动人心灵故事大奖』        | 霎时感动之《米雪-小狗出售》                         | 獲獎 |
| 2009年 | 『新加波《i weekly周刊》票选』    | “十大最爱港剧女演员”第五位                          | 獲獎 |
| 2009年 | 『3周刊·优质生活品牌大奖2009 』   | “优质生活之星”                                      | 獲獎 |
| 2010年 | 『杰出演艺仁爱夜颁奖典礼 』       | “杰出爱心演艺人大奖”                                | 獲獎 |
| 2010年 | 『壹周刊·健康第壹大奖2010 』      | “十大健康之星”                                      | 獲獎 |
| 2010年 | 『壹周刊·健康第壹大奖2010 』      | 赞助商奖项之“真健康艺人大奖”                        | 獲獎 |
| 2013年 | 星和無綫电视大奖                  | 我最爱TVB电视女角色                                 | 獲獎 |
| 2017年 | 極品女神獎                        | 冠軍                                                | 獲獎 |

## 外部連結
- 米雪的新浪微博
- 米雪的Instagram帳戶
- 米雪的Facebook專頁米雪
- 米雪的Facebook專頁
- 米雪在香港影庫上的簡介
- 米雪在豆瓣上的资料（简体中文）
- 米雪在时光网上的簡介（简体中文）
- 米雪 TVB Blog （页面存档备份，存于）
- 米雪英皇電影官方網站
- 1974年邵氏「演員訓練中心」第四期訓練班畢業照，由上至下：第一行右四者為林文偉、右五者為麥子雲，第二行右一者為黃元申，第三行左一者為顧冠忠、右四者為米雪